# 1599 год в музыке

## События
- Итальянский композитор Клаудио Монтеверди женится на придворной певице Клаудии Каттанео (итал. Claudia Cattaneo).[1]
- Немецкий композитор Грегор Айхингер[нем.] приезжает в Рим, где провёл два года и принял сан.
- Немецкий композитор и капельмейстер Иоганн Эккард становится дирижёром в Кёнигсберге у Георга Фридриха Бранденбург-Ансбахского.

## Публикации

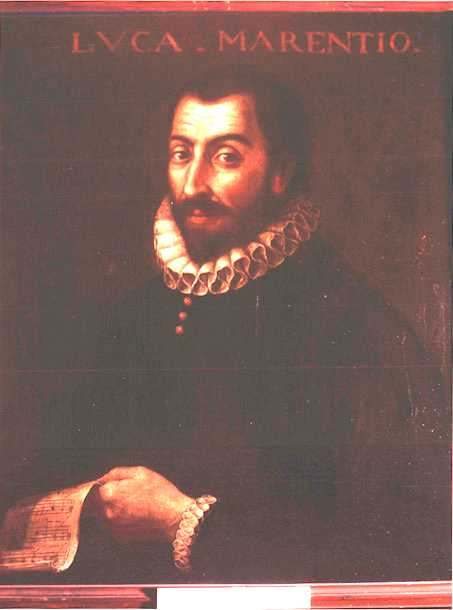
Лука Маренцио

- Джон Беннет — «Мадригалы на 4 голоса» (англ. Madrigalls to Four Voyces).
- Джон Фармер (англ. John Farmer) — «Первый набор английских мадригалов для 4 голосов» (англ. The First Set Of English Madrigals: To Foure Voices).
- Ханс Лео Хаслер — книга месс (Нюрнберг).
- Лука Маренцио — «Девятая книга мадригалов» (итал. Il Nono Libro de Madrigali a 5 voci).
- Томас Морли опубликовал сборник «Первая книга упражнений для консорта, сочинённая наилучшими авторами», в который включил ряд пьес английских авторов (в том числе, Дж. Доуленда, П. Филипса и Ж. Фарнеби) в собственном переложении для секстета инструментов.

## Классическая музыка
- Филипп Николаи
  - гимн «Проснись, голос призывает нас» (нем. Wachet auf, ruft uns die Stimme)
  - гимн «Как красиво сияет утренняя звезда» (нем. Wie schön leuchtet der Morgenstern)

## Родились
- 23 марта — Томас Селле[нем.], немецкий педагог, церковный музыкант и композитор эпохи барокко (умер в 1663).
- 10 октября — Этьен Мулинье[фр.], французский композитор эпохи барокко (умер в 1676).

## Умерли
- 22 января — Кристофано Мальвецци, итальянский органист и композитор (род. в 1547).
- 22 августа — Лука Маренцио — итальянский композитор, известный преимущественно как автор мадригалов (род. в 1553).
- 16 октября — Якоб Регнарт — фламандский композитор эпохи Возрождения (род. около 1540).
- 8 ноября — Франсиско Герреро, испанский композитор, один из наиболее значительных авторов церковной музыки испанского Ренессанса (род. в 1528).